# シャガ
シャガ（射干、著莪、胡蝶花、学名：Iris japonica）は、アヤメ科アヤメ属の多年草である。

## 特徴
人家近くの森林周辺の木陰などの、やや湿ったところに群生する。開花期は4 - 5月ごろで、白っぽい紫のアヤメに似た花をつける。花弁に濃い紫と黄色の模様がある。根茎は短く横に這い、群落を形成する。草丈は高さは50 - 60 センチメートル程度までになり、葉はつやのある緑色、左右から扁平になっている。いわゆる単面葉であるが、この種の場合、株の根本から左右どちらかに傾いて伸びて、葉の片面だけを上に向け、その面が表面のような様子になり、二次的に裏表が生じている。

## 分布と生育環境
シャガは中国原産で、かなり古くに日本に入ってきた帰化植物である。三倍体のため種子が発生しない。このことから日本に存在する全てのシャガは同一の遺伝子を持ち、またその分布の広がりは人為的に行われたと考えることができる。したがって、人為的影響の少ない自然林内にはあまり自生しない。スギ植林の林下に一大自生地のような光景を見ることもしばしばだが、そうした場所は現在では人気が全くない鬱蒼とした場所であったとしても、かつては、そこに人間が住んでいたか、あるいは人の往来があって、その地にシャガを移植した場所である可能性が高い。このためシャガの自生地では、チャノキなどの人為的な植物が同じエリアに見られたり、かつての民家の痕跡と思える物などが見てとれることも多い。中国には二倍体の個体があり花色、花径などに多様な変異がある。
現在では、日本に自生している物が山野草を扱う園芸業者により苗などが販売されている。また、中国由来の2倍体や4倍体の個体やそれらの交配種などが園芸種として流通している。そうした園芸種のシャガは花色が白ではなく薄青色や紫がかった色の品種もあり、日本に自生するシャガよりは、むしろアヤメなどに似て見える印象の品種も多い。
近縁種のヒメシャガも近年は園芸種として流通しており、こちらは野生個体が絶滅危惧種でもある現状も手伝い、主に山野草の愛好家を中心に好まれ販売株が栽培されている。

## 名前について
学名の種小名はjaponica（「日本の」という意味）ではあるが、上記のように中国原産である。また、このように日本固有種や日本原産種ではないのに種小名にジャポニカやジャポニクスが付けられてる例は他にもいくつかある。学名は基本的には一度登録されるとそれが適用され、後に日本固有や日本原産でないと判明しても名称変更されずにそのまま継続して使われる場合がほとんどであるため、こういった例が存在する。これは、一度登録された学名を安易に変更するとシノニム問題に発展しかねないからである。学名は基本的に一種一名の原則であることから、この原則を順守するために時にこうしたケースが見られ、本種は、正にそうした者の一例となっている。
また、シャガを漢字で「射干」と書くことがある。しかし、ヒオウギアヤメ（檜扇）のことを漢名で「射干」（やかん）というのが本来である。別名で「胡蝶花」とも呼ばれる。

## 近縁種
- ヒメシャガ - （姫射干、姫著莪、学名：Iris gracilipes）